# Biblioteca Popular Costa i Fornaguera
La Biblioteca Popular Costa i Fornaguera és una obra del municipi de Calella (Maresme) inclosa en l'Inventari del Patrimoni Arquitectònic de Catalunya.

## Descripció
És una biblioteca popular projectada per Jeroni Martorell i Terrats l'any 1931, seguint l'estil noucentista del mercat i l'escorxador municipal, projectats pel mateix arquitecte l'any 1927. La utilització de la pedra i el guix a la façana sembla reproduir el frontó barroc d'algunes masies de la comarca. Cal destacar, també, el taller de la Plaça Porxada de Granollers, al Vallès Oriental, característica que pretén ressaltar l'esperit cívic i municipal respecte al tema de la construcció.

## Història
Per atendre les necessitats peremptòries al camp de la cultura, l'any 1931, quan era batlle J. Gallart, i patrocinada per la Diputació de Barcelona, fou oberta la Biblioteca "Costa i Fornaguera" que honra la memòria de l'arquebisbe i patrici calellenc.
El gener de 1923 Calella havia iniciat oficialment a través del seu Ajuntament el procés de sol·licitud a la Mancomunitat d'una biblioteca popular; el novembre de 1926 el batlle Josep Llobet comunica a la Diputació que té una sala prevista dins de l'edifici del Grup Escolar i es reserven 5.000 pessetes per a les despeses d'instal·lació. El desembre de 1929 la Diputació acorda concedir la Biblioteca i determina que correran a càrrec de l'Ajuntament les despeses de llum, aigua i calefacció. El 18 de setembre de 1930 es va publicar al Butlletí Oficial de la Província l'anunci de la convocatòria d'un concurs per a proveir les places de directora i auxiliar de la futura Biblioteca Popular de Calella i el 19 de novembre es van produir els nomenaments de Lluïsa Rivas Papaseit com a bibliotecària directora i de Maria Lluïsa Barrera Rosell com a bibliotecària auxiliar.
Finalment la Biblioteca va ser inaugurada el dimarts 16 de juny de 1931, dia de la festa Major de Sant Quirze i Santa Julita. Hi van assistir autoritats com el delegat del governador civil el doctor Trabal, el conseller de cultura Bonaventura Gassol, el conseller de Treball i batlle de Pineda Manuel Serra i Moret i el director general de Biblioteques Jordi Rubió i Balaguer.
La Biblioteca Costa i Fornaguera va deixar de funcionar el mes de desembre de l'any 2005 per traslladar els seus serveis a la Biblioteca Can Salvador de la Plaça que es va inaugurar el 23 d'abril del 2006.